# 세미원
세미원은 경기도 양평군 양서면 용담리에 위치한 자연정화공원이다.

## 개요
세미원은 경기도로부터 약 100억 원의 자금을 지원 받아 조성한 대표적인 수생식물을 이용한 자연정화공원이다. 면적 18만m2 규모에 연못 6개가 있으며, 연꽃과 수련·창포가 있다. 이 6개의 연못을 거쳐간 한강물이 중금속과 부유물질이 거의 제거된 뒤에 팔당댐으로 흘러갈 수 있도록 구성되어있다. 선조들이 수련과 연꽃들을 보고 마음을 아름답게 하는 장소가 되기를 바라며 마음에 느낀 바를 읊은 시와 그림들을 함께 전시하였다.

## 어원
세미원의 어원은 물을 보면 마음을 씻고 꽃을 보면 마음을 아름답게 하라는 (觀水洗心 觀花美心) 옛 말에서 찾아 볼 수 있다. 이러한 옛말에 걸맞게 흐르는 한강물을 보며 마음을 깨끗이 씻어내자는 상징적인 의미로 모든 길을 빨래판으로 조성하였다.

## 볼거리
공원은 크게 세미원과 상춘원으로 구분되어 있다. 세미원 안에는 100여 종의 수련을 심어놓은 세계수련원, 수생식물의 환경정화 능력을 실험하고 현상을 교육하는 환경교육장소, 수련과 연꽃의 새로운 품종을 도입하여 실험하는 시험재배단지 등이 위치해 있다. 항아리 모양의 장독대, 두머리를 내려다보는 관란대, 프랑스 화가 모네의 흔적을 담은 '모네의 정원', 풍류가 있는 전통 정원시설을 재현한 유상곡수 드이다.석창 사춘안에는 수레형 정자인 사륜정과 조선 정조 때 창덕궁 안에 있었던 온실이 전시되어 있어 조상들이 자연환경을 이용하던 모습을 살펴 볼 수 있다.

## 개장
5월에서 10월에는 오전 9시부터 오후 10시, 11월에서 4월은 오전 9시부터 오후 6시까지다.
동절기(12월 ~ 3월)에는 월요일 휴관한다. 단, 월요일이 공휴일인 경우에는 개관하고 익일 휴관한다.

## 갤러리

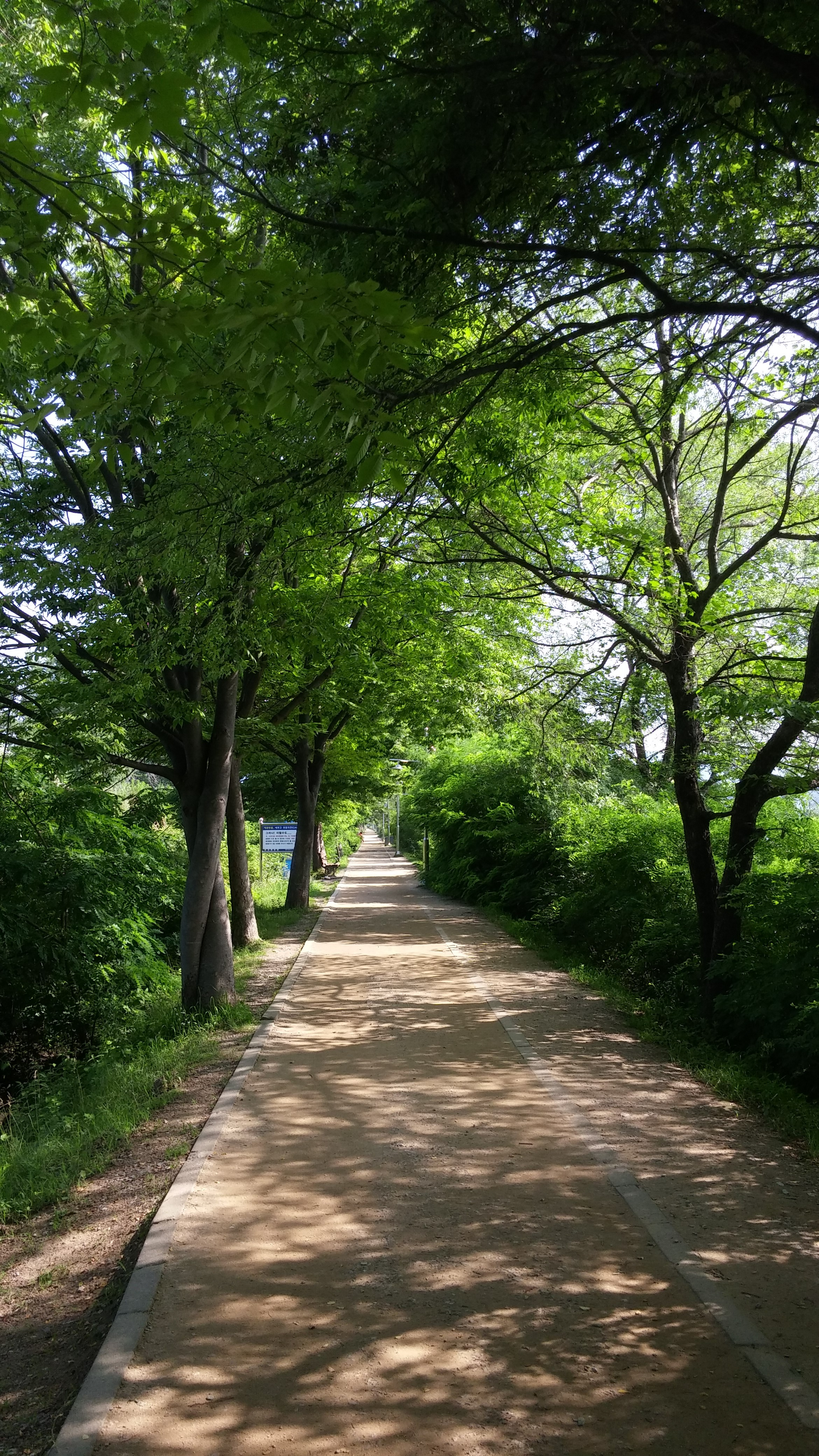
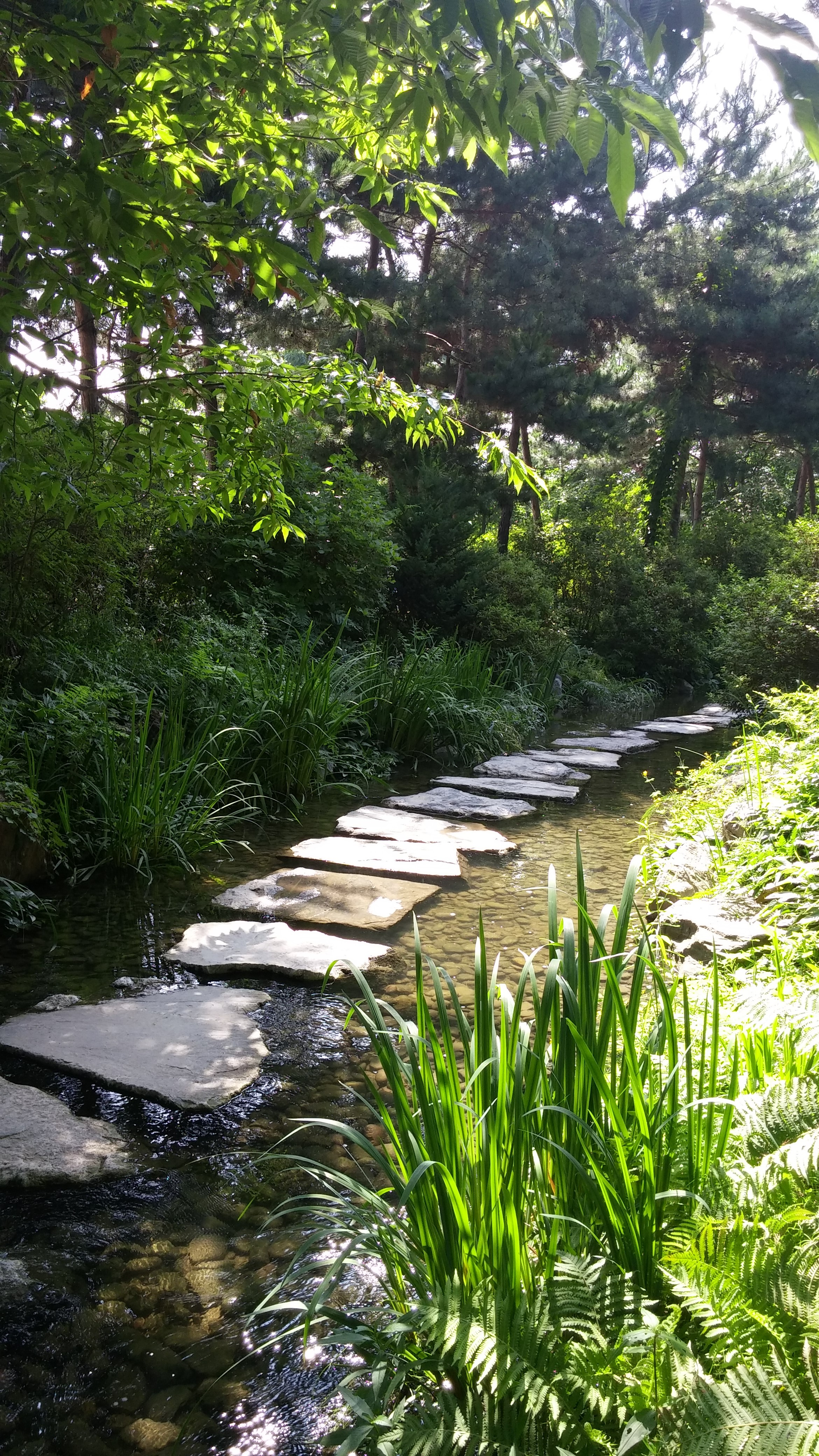
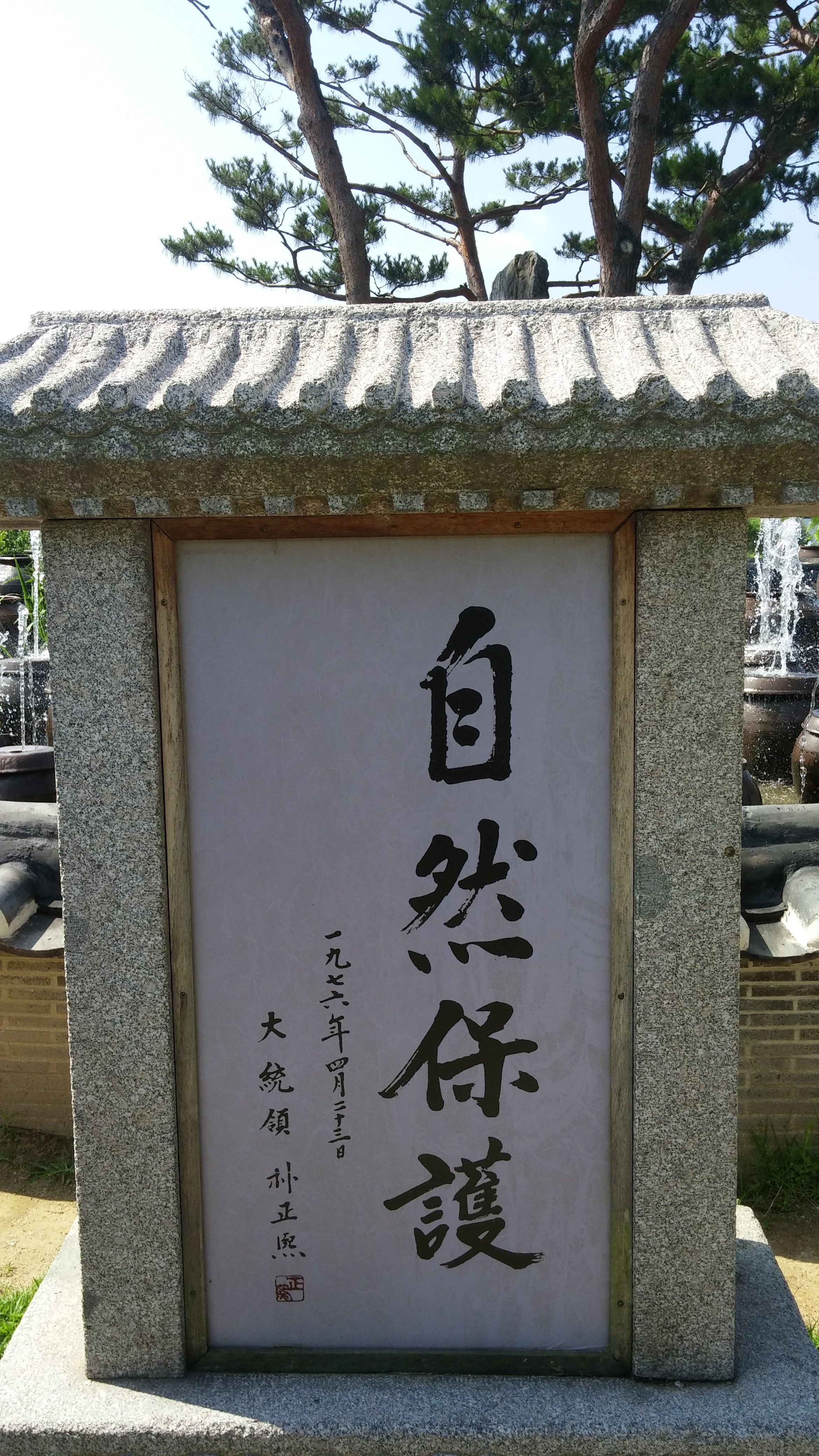
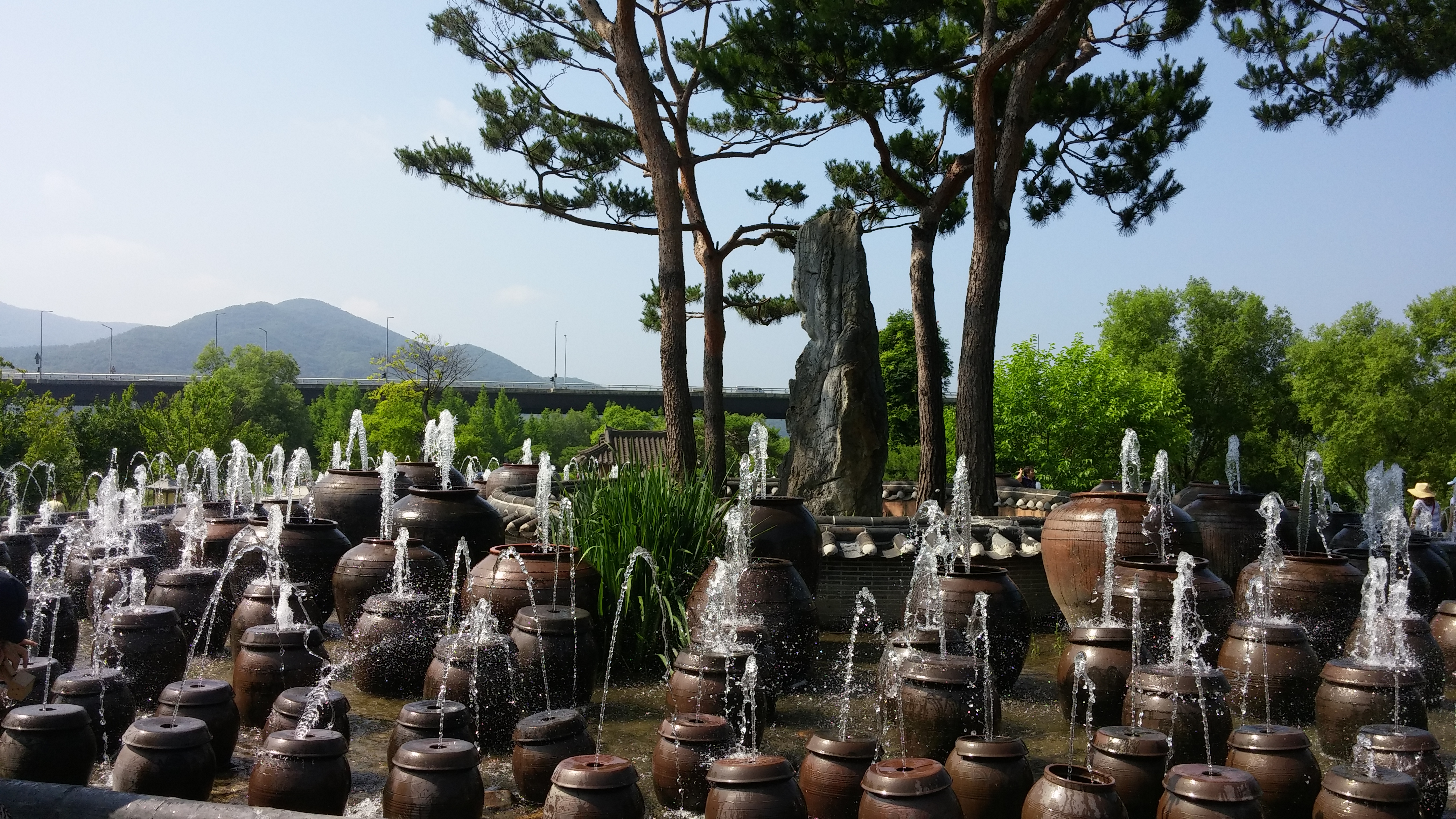
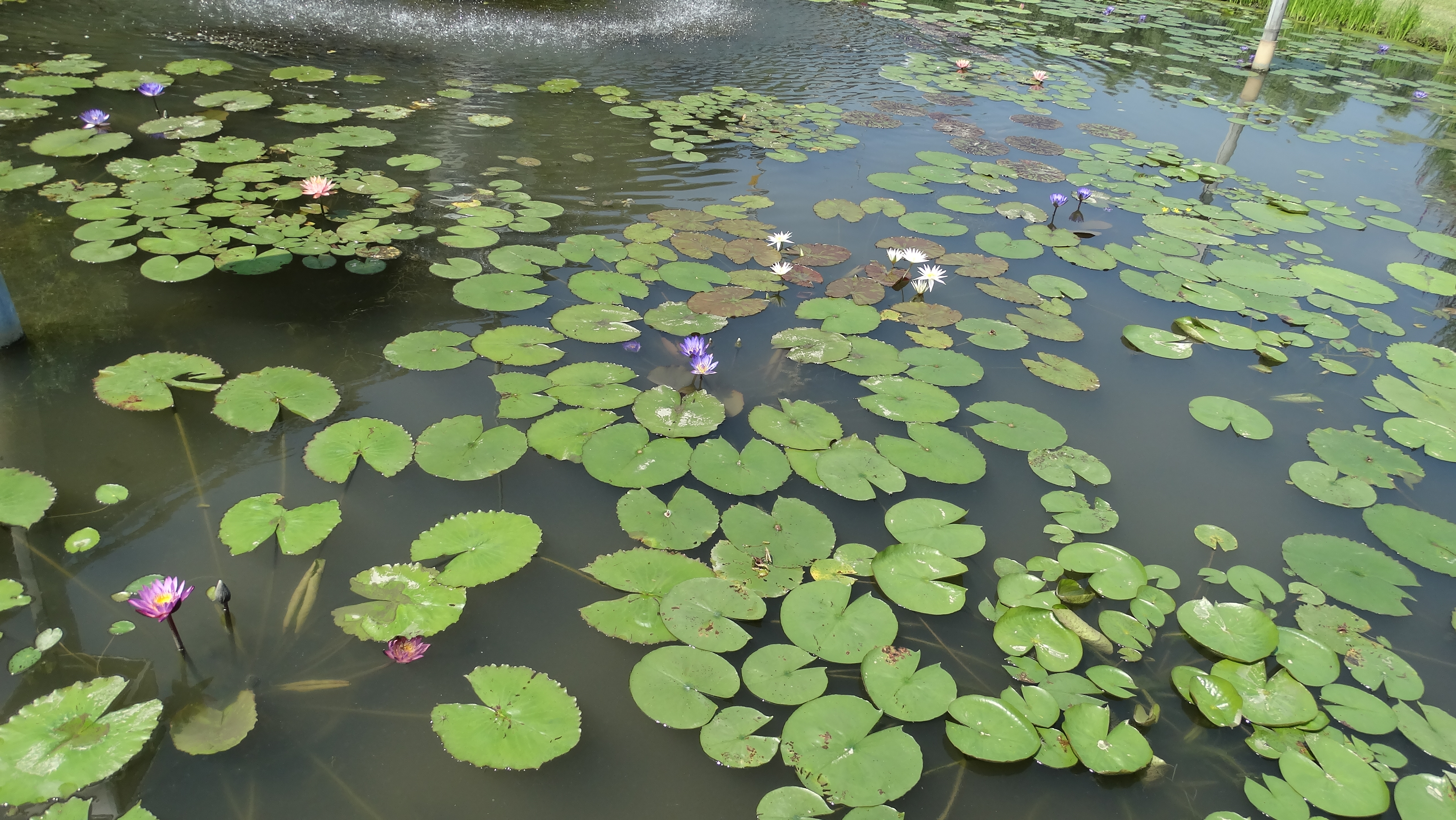
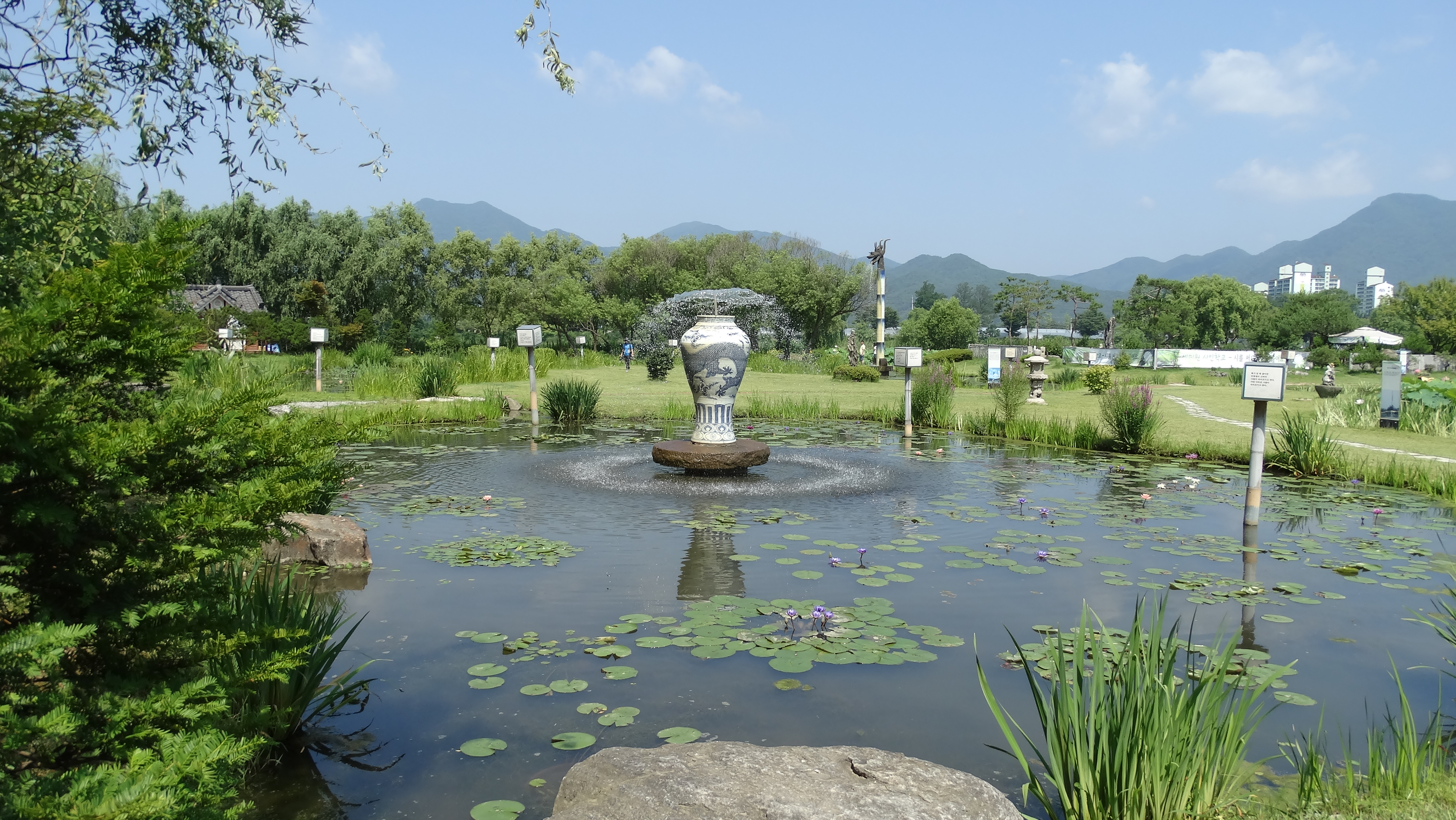
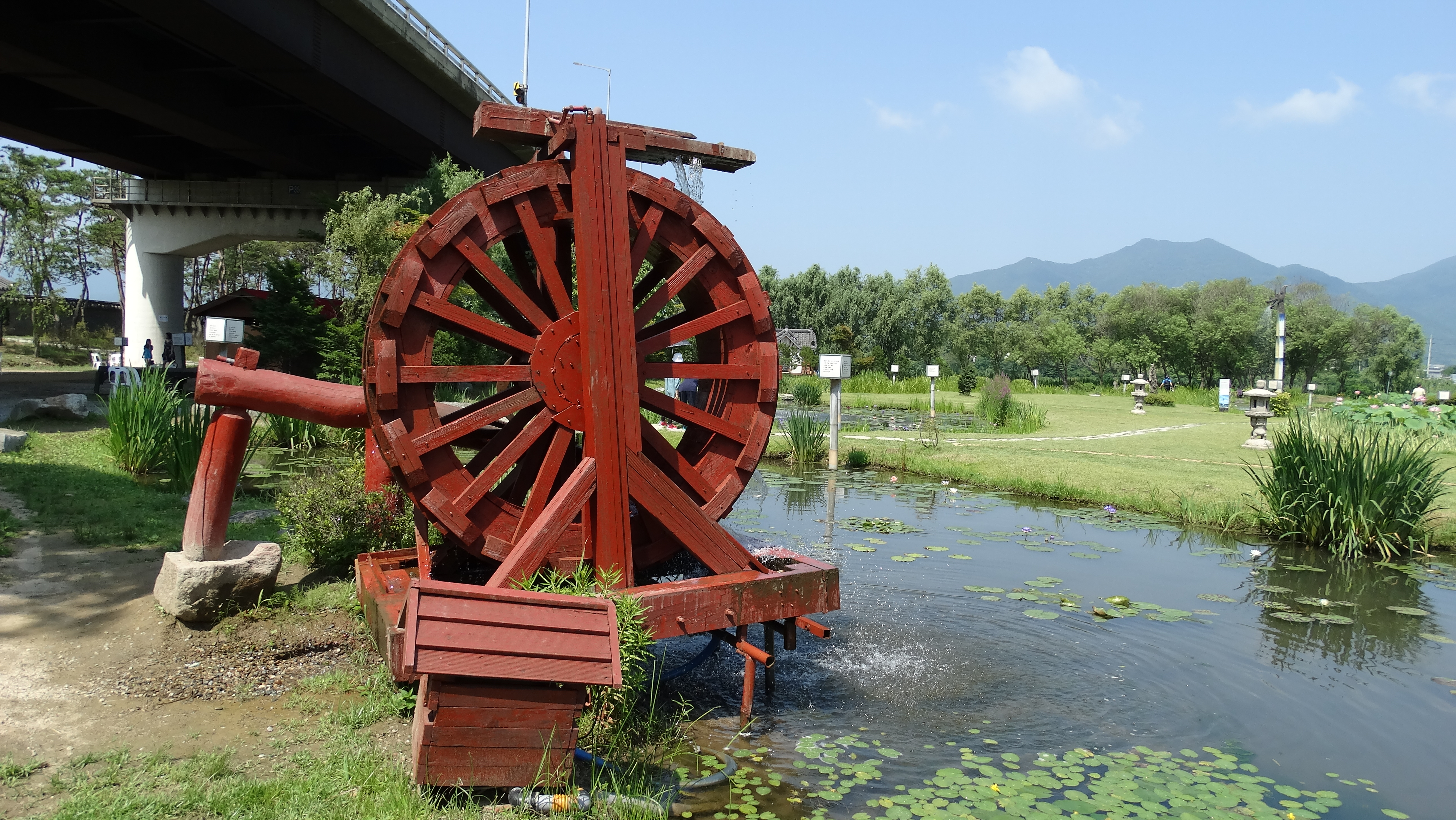
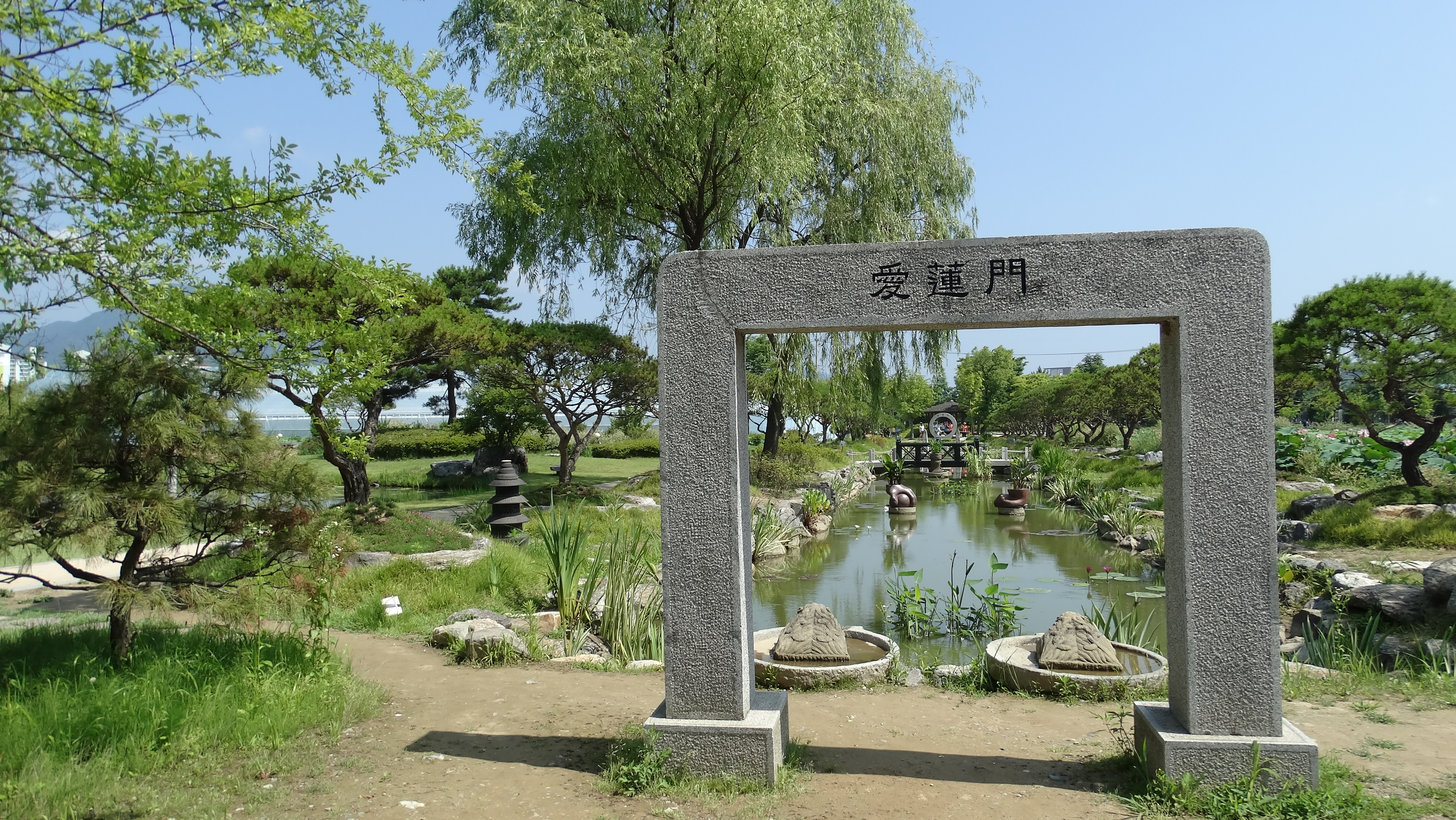
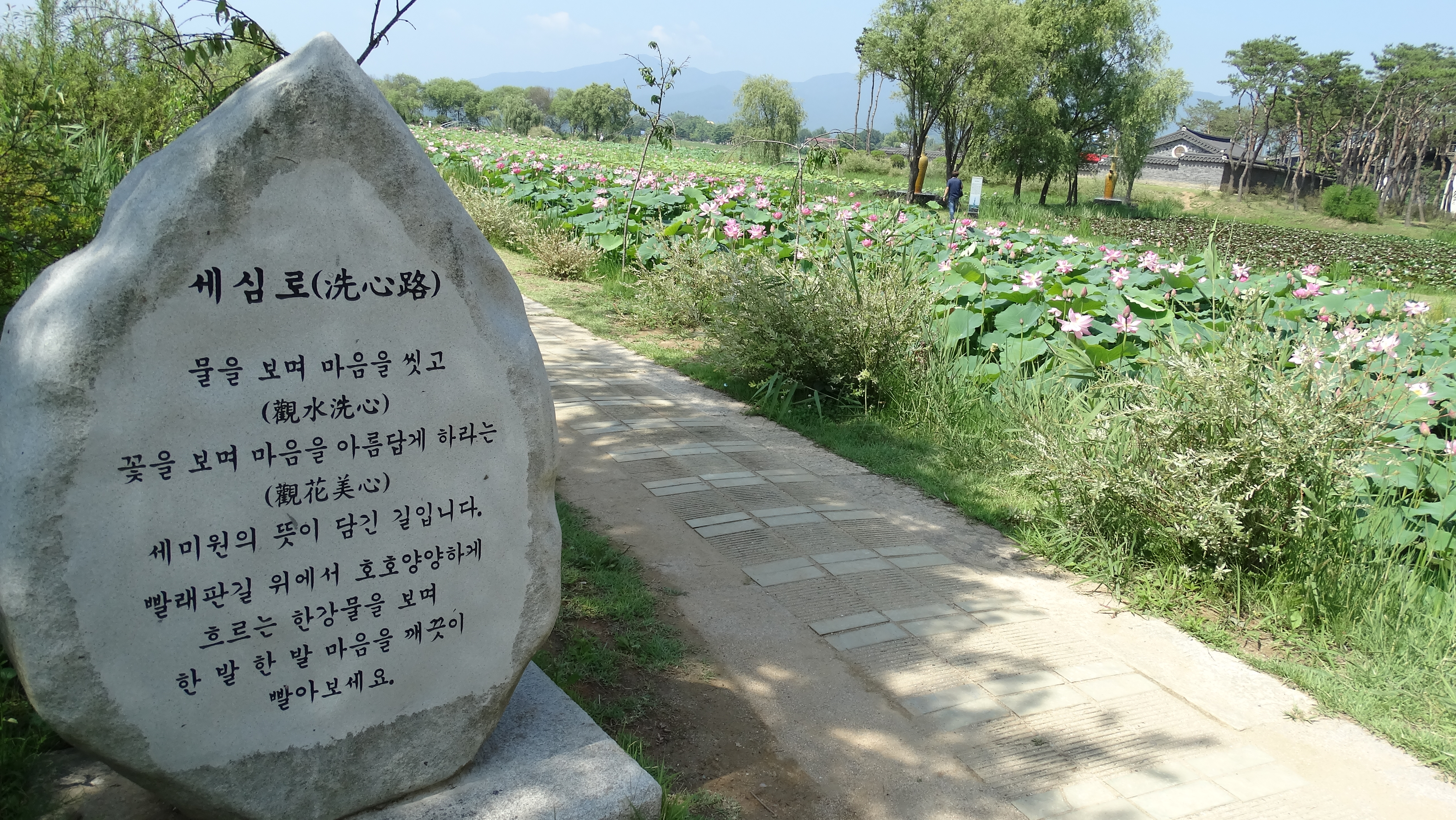
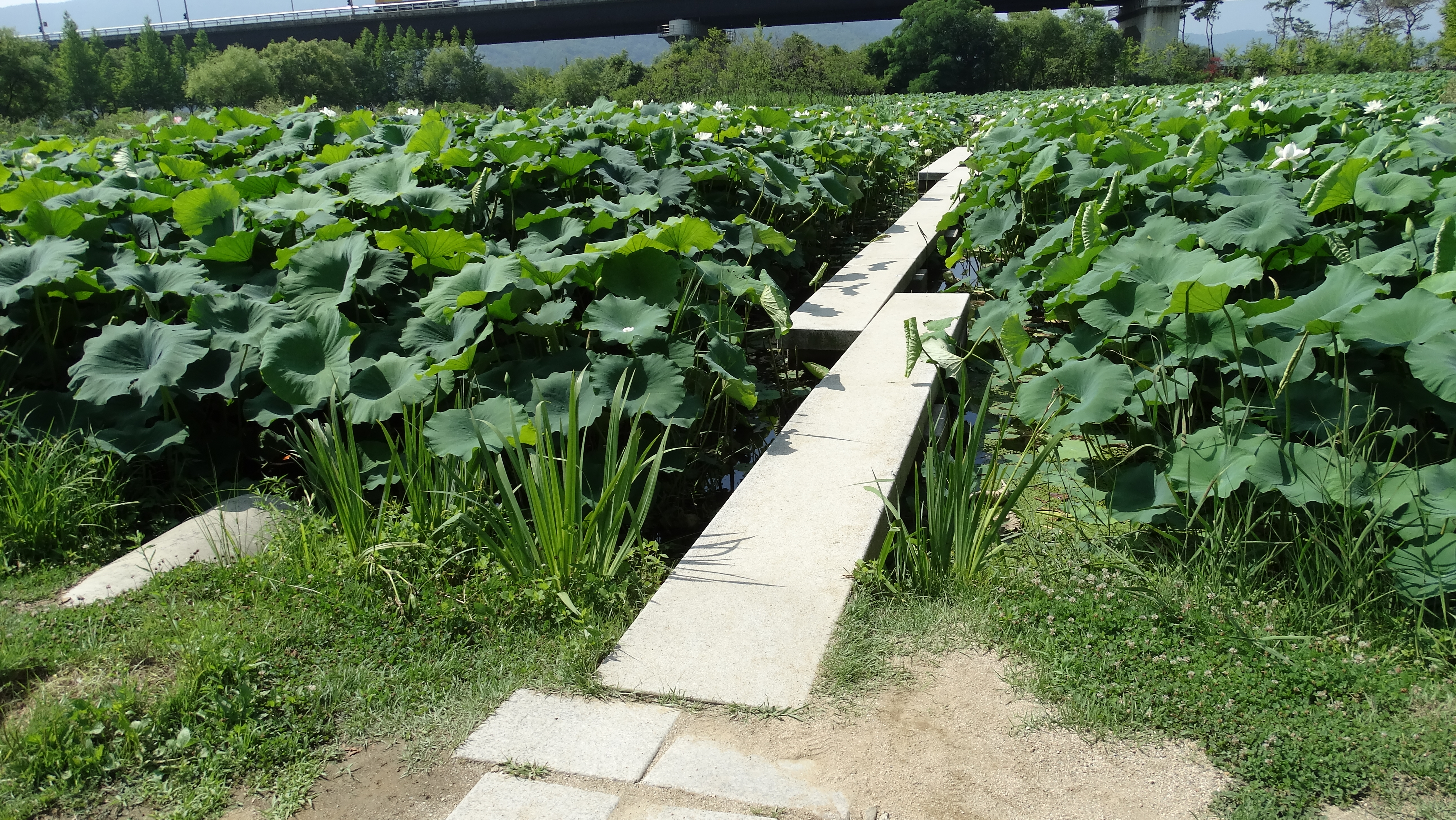
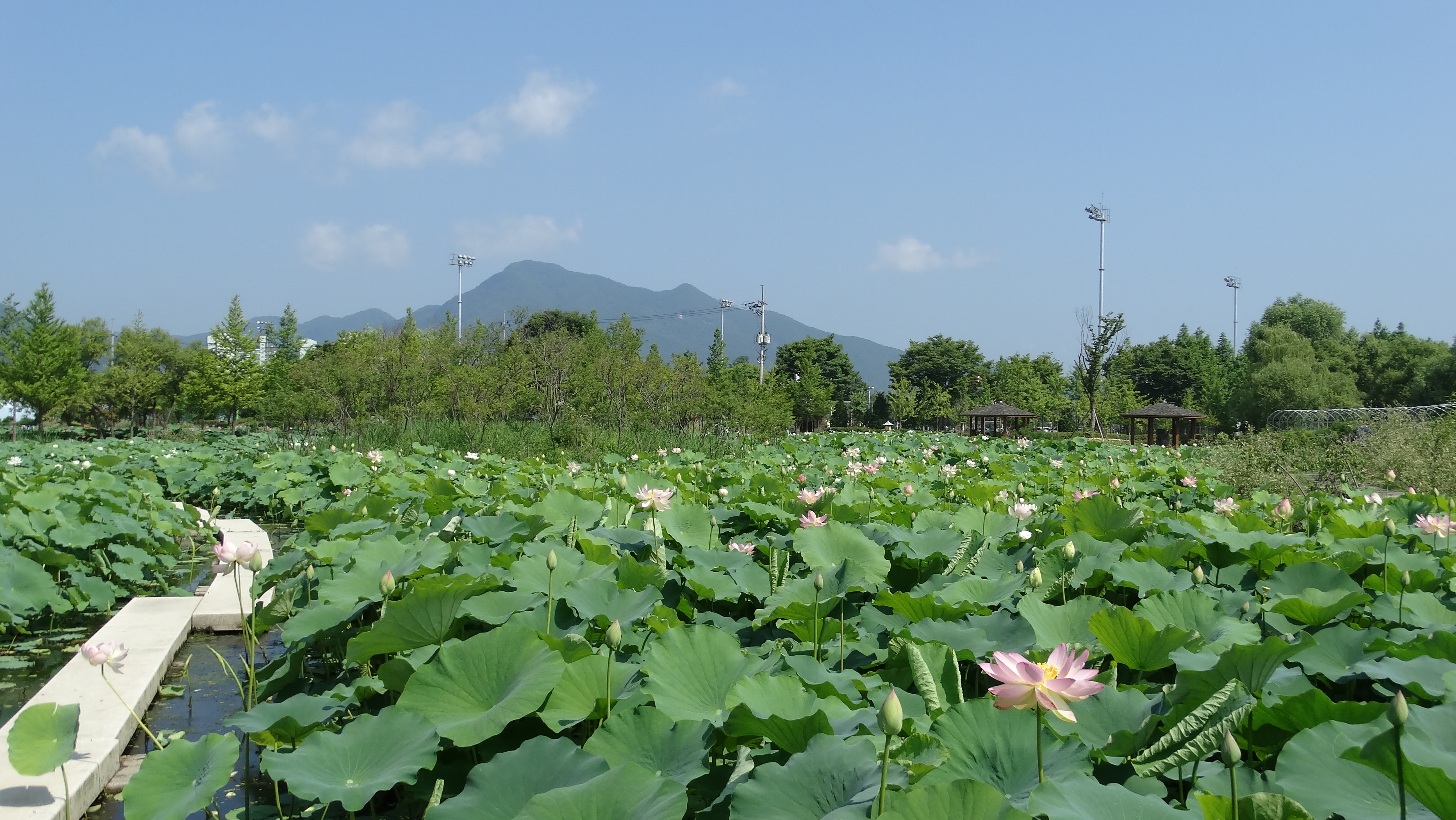
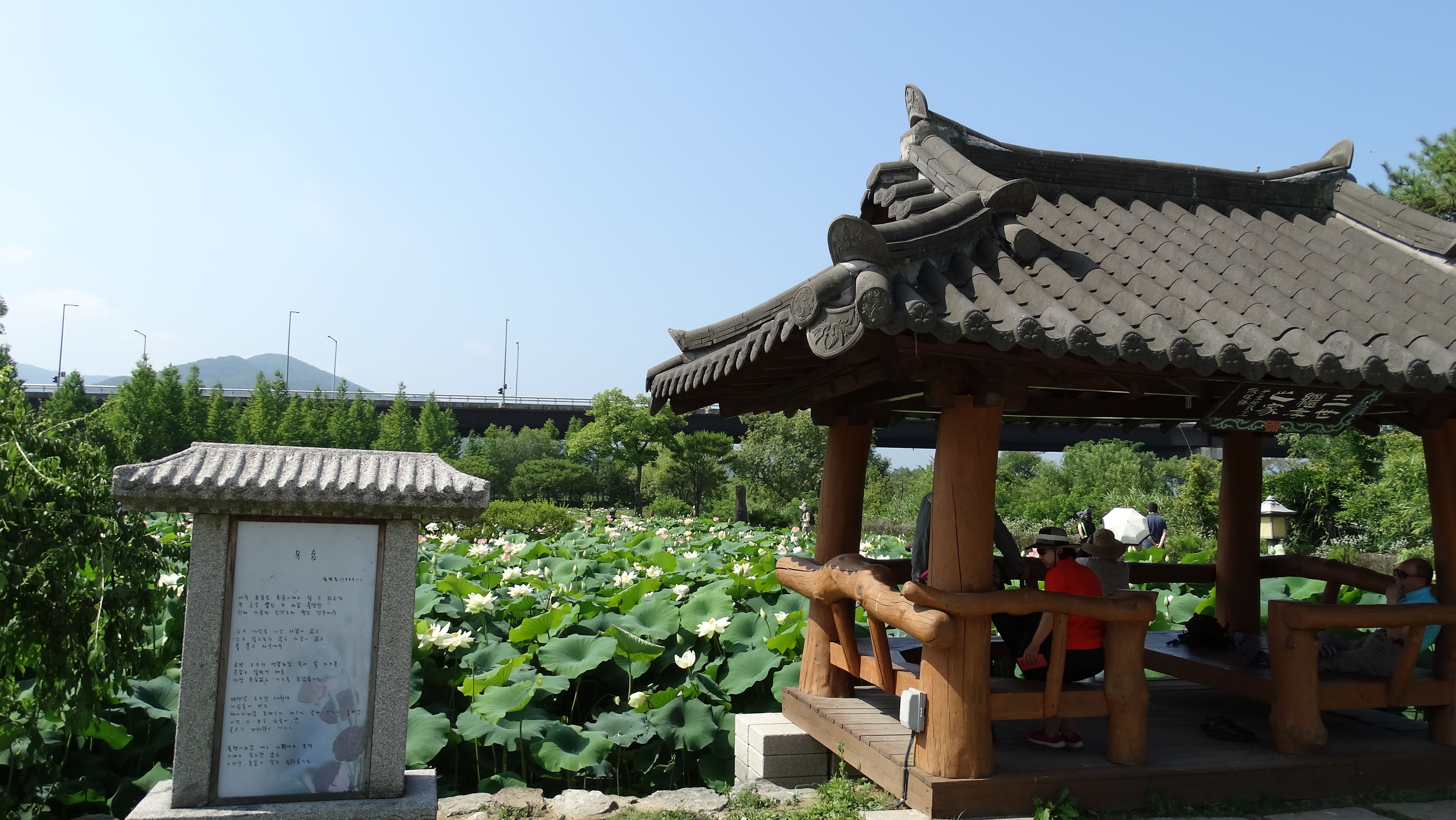